# Pojogi-Cerna, Vâlcea
Pojogi-Cerna este un sat în comuna Stroești din județul Vâlcea, Oltenia, România.

## Monumente istorice
- Biserica „Sf. Treime” din Pojogi

 Acest articol despre o localitate din județul Vâlcea este deocamdată un ciot. Puteți ajuta Wikipedia prin completarea lui.